# Jozef Van Der Helst
Jozef Van Der Helst, né le 2 juillet 1923 à Hofstade (Brabant flamand) et mort le 28 novembre 1985 à Teralfene (Brabant flamand, est un coureur cycliste belge, professionnel de 1945 à 1951. Son fils Étienne a également été coureur professionnel.

## Palmarès
- 1945
  - 3e du Circuit des régions flamandes des indépendants
- 1947
  - 2e du Grand Prix de Zottegem
- 1948
  - 3e du Circuit des Trois Provinces (Avelgem)
- 1949
  - Grand Prix des Carrières
  - 2e du Grand Prix de la ville de Vilvorde

## Résultats sur les grands tours

### Tour d'Italie
- 1949 : abandon